# Sezione di Archivio di Stato di Palmi
La Sezione di Archivio di Stato di Palmi è l'ufficio periferico del Ministero dei beni e delle attività culturali e del turismo che, a norma di legge, conserva la documentazione storica prodotta dagli uffici periferici dello Stato operanti a Palmi e per deposito volontario, custodia temporanea, donazione o acquisto ogni altro archivio o raccolta documentaria di importanza storica. È una sezione dell'Archivio di Stato di Reggio Calabria e ha sede nella Casa della cultura "Leonida Repaci".

## Storia
La Sezione di Palmi dell'Archivio di Stato di Reggio Calabria venne istituita come Sottosezione di Archivio di Stato con decreto ministeriale del 23 luglio 1960, e divenne Sezione di Archivio di Stato il 1º maggio 1965, in esecuzione del DPR 1409/1963. La sua sede era presso un edificio situato nella centrale via Gramsci.
I fondi più significativi furono rappresentati dai protocolli notarili (dal XVI secolo al XX secolo), dal "nuovo" e "vecchio" Catasto terreni e fabbricati, dagli atti del Tribunale di Palmi e delle preture di Cinquefrondi e Laureana. 
Ad inizio degli anni ottanta dello scorso secolo, l'archivio venne spostato nel nuovo edificio polifunzionale denominato Casa della cultura, dove ha sede attualmente.
In data 7 marzo 2006 il Tribunale di Palmi donò all'Archivio documenti pari a 1.148 unità archivistiche, per un periodo che va dal 1925 al 1962.

## Biblioteca
La biblioteca interna dell'archivio consta di 1.339 volumi ed opuscoli editi tra il XIX secolo ed il XX secolo, 41 testate di periodici, per un totale di 464 annate, in parte acquistati dal Ministero per i Beni e le Attività Culturali ed in parte donati. La biblioteca nacque contestualmente alla sezione, ed ha come fine quello di coadiuvare gli impiegati nello svolgimento dell'attività istituzionale e gli studiosi nella ricerca archivistica. I testi conservati riguardano la storia politica, economica, sociale, culturale italiana e calabrese, con particolare riferimento alla città di Palmi. Nella sala delle biblioteca è consultabile inoltre uno schedario aggiornato al 2004.

## Patrimonio archivistico
- Atti dei notai di Palmi, 1601-1900, voll. 709. Inventario, indice, repertori.
- Atti dei notai di Acquaro (nel comune di Cosoleto), 1719-1835, voll.194. Inventario, indice, repertori.
- Atti dei notai di Anoia, 1714-1824, voll.193. Inventario, indice, repertori.
- Atti dei notai di Candidoni, 1652-1791, voll. 41. Inventario, indice.
- Atti dei notai di Caridà (nel comune di S. Pietro di Caridà), 1743-1807, voll. 83. Inventario, indice.
- Atti dei notai di Casalnuovo (Cittanova), 1733-1902, voll. 728. Inventario, indice, repertori.
- Atti dei notai di Cinquefrondi, 1694-1903, voll. 547. Inventario, indice, repertori.
- Atti dei notai di Cosoleto, 1667-1901, voll. 130. Inventario, indice.
- Atti dei notai di Feroleto (Feroleto della Chiesa), 1629-1804, voll. 42. Inventario, indice.
- Atti dei notai di Galatro, 1613-1901, voll. 196. Inventario, indice.
- Atti dei notai di Gioja (Gioja Tauro), 1775-1903, voll. 63. Inventario, indice, repertori.
- Atti dei notai di Iatrinoli (nel comune di Taurianova), 1629-1900, voll. 283. Inventario, indice, repertori.
- Atti dei notai di Laureana (Laureana di Borrello), 1663-1901, voll. 603. Inventario, indice, repertori.
- Atti dei notai di Lubrichi (nel comune di Santa Cristina d'Aspromonte), 1767-1867, voll. 125. Inventario, indice, repertori.
- Atti dei notai di Maropati, 1778-1902, voll. 67. Inventario, indice.
- Atti dei notai di Melicuccà, 1633-1850, voll. 313. Inventario, indice.
- Atti dei notai di Melicucco, 1790-1809, voll. 19. Inventario, indice.
- Atti dei notai di Messignadi (nel comune di Oppido Mamertina), 1731-1828, voll. 74. Inventario, indice.
- Atti dei notai di Molochio, 1742-1889, voll. 303. Inventario, indice, repertori.
- Atti dei notai di Oppido (Oppido Mamertina), 1616-1902, voll. 292. Inventario, indice.
- Atti dei notai di Paracorio (nel comune di Delianuova), 1667-1874, voll. 219. Inventario, indice, repertori.
- Atti dei notai di Pedavoli (nel comune di Delianuova), 1668-1866, voll. 273. Inventario, indice, repertori.
- Atti dei notai di Polistena, 1595-1903, voll. 748. Inventario, indice, repertori.
- Atti dei notai di Radicena (nel comune di Taurianova), 1678-1883, voll. 266. Inventario, indice, repertori.
- Atti dei notai di Rizziconi, 1748-1898, voll. 270. Inventario, indice, repertori.
- Atti dei notai di Rosarno, 1670-1902, voll. 208. Inventario, indice, repertori.
- Atti dei notai di San Giorgio (San Giorgio Morgeto), 1699-1898, voll. 502. Inventario, indice, repertori.
- Atti dei notai di San Procopio, 1651-1873, voll. 108. Inventario, indice, repertori.
- Atti dei notai di Santa Cristina (Santa Cristina d'Aspromonte), 1608-1852, voll. 86. Inventario, indice.
- Atti dei notai di Santa Giorgia (nel comune di Scido), 1751-1808, voll. 75. Inventario, indice.
- Atti dei notai di Sant'Eufemia (Sant'Eufemia d'Aspromonte),1724-1903, voll. 539. Inventario, indice, repertori.
- Atti dei notai di Scido, 1780-1869, voll. 33. Inventario, indice, repertori.
- Atti dei notai di Seminara, 1617-1902, voll. 744. Inventario, indice, repertori.
- Atti dei notai di Serrata, 1744-1837, voll. 84. Inventario, indice.
- Atti dei notai di Sinopoli, 1639-1899, voll. 405. Inventario, indice, repertori.
- Atti dei notai di Sitizano (nel comune di Cosoleto), 1771-1805, voll. 17. Inventario, indice.
- Atti dei notai di Stelletanone (nel comune di Laureana di Borrello), 1754-1845, voll. 127. Inventario, indice.
- Atti dei notai di Terranova (Terranova Sappo Minulio), 1626-1835, voll. 266. Inventario, indice, repertori.
- Atti dei notai di Tresilico (nel comune di Oppido Mamertina), 1767-1875, voll. 165. Inventario, indice, repertori.
- Atti dei notai di Varapodio, 1713-1900, voll. 190. Inventario, indice, repertori.
- Catasto terreni e fabbricati del distretto di Palmi, 1877-1978, regg. e mappe 848. Elenco di versamento
- Catasto terreni e fabbricati del distretto di Polistena, 1876-1989, regg. e mappe 938, Inventario
- Catasto terreni e fabbricati del distretto di Taurianova, 1870-1978, regg. 668, Inventario, indice.
- Mappe, 1932-1972, ff. 474.
- Pergamene, secc. XVII-XVIII, pergg. 38
- Pretura di Cinquefrondi e Polistena, 1879-1983, bb. 1889. Inventario, indice.
- Pretura di Laureana di Borrello, 1825-1973, bb. 582. Inventario, indice.
- Tribunale di Palmi, 1908-1962, bb. regg. voll. 2877, in corso di riordinamento.
- Ufficio del registro e bollo di Cinquefrondi, 1861-1862, b.1. Inventario, indice
- Ufficio del registro e bollo di Cittanova, 1860-1899, bb. 43. Inventario, indice
- Ufficio del registro e bollo di Laureana di Borrello 1860-1889, bb. 13. Inventario, indice
- Ufficio del registro e bollo di Oppido Mamertina, 1860-1890, bb. 27. Inventario, indice
- Ufficio del registro e bollo di Palmi, 1860-1891, bb. 77. Inventario, indice
- Ufficio del registro e bollo di Polistena, 1860-1890, bb. 36. Inventario, indice
- Ufficio del registro e bollo di Radicena e Iatrinoli (nel comune di Taurianova), 1860-1875, bb. 8. Inventario, indice
- Ufficio del registro e bollo di Sant'Eufemia d'Aspromonte, 1860-1891, bb. 33. Inventario, indice
- Ufficio del registro e bollo di Seminara, 1860-1862, b. 1. Inventario, indice
- Ufficio del registro e bollo di Sinopoli, 1860-1863, b. 1. Inventario, indice
- Ufficio distrettuale delle imposte dirette di Palmi, 1943-1977, regg. 57. Elenco
- Ufficio distrettuale delle imposte dirette di Polistena, 1940-1946, bb. 11. Elenco
- Ufficio distrettuale delle imposte dirette di Taurianova, 1974-1978, bb. 60. Elenco